# احشام محمداحمدی
احشام محمداحمدی، روستایی است از توابع بخش بردخون در شهرستان دیر استان بوشهر ایران.

## جمعیت
این روستا در دهستان آبکش قرار داشته و بر اساس آمار سال ۱۳۸۵ جمعیت آن ۲۰۶نفر (۳۵خانوار) بوده است. این روستا اکنون در روستای شهنیا ادغام شده است.